# Гаццана Приароджа, Джанфранко
Джанфранко Гаццана Приароджа (итал. Gianfranco Gazzana Priaroggia (30 августа 1912, Милан — 23 мая 1943, Бискайский залив 42°05′ с. ш. 15°34′ з. д.) — итальянский подводник, участник Второй мировой войны. За время командования подводными лодками «Архимед» и «Леонардо да Винчи» потопил 11 транспортных кораблей союзников общим тоннажем в 90637 тонн (по данным Дёница 90601 тонну), таким образом став самым результативным итальянским подводником Второй мировой войны, к тому же добившимся наибольшего успеха за один поход — 58974 тонны. 23 мая 1943 года «Леонардо да Винчи» был потоплен вместе со всем экипажем в 300 милях к западу от мыса Финистерре кораблями Королевского военно-морского флота. Был посмертно награждён высшей воинской наградой Италии — золотой медалью «За воинскую доблесть», а также Рыцарским крестом Железного креста.
Его имя до сих пор чтут в Италии. В честь него были названы две подводные лодки современного итальянского ВМФ: бывшая старая американская субмарина «Воладор» (USS Volador (SS-490), введена в состав ВМФ США в 1948 году, в составе итальянского флота с 1972 по 1981 год) и собственно итальянский корабль типа «Сауро» (S525 Gianfranco Gazzana Priaroggia), введённый в строй в 1993 году.

## Жизнь до войны
Джанфранко родился 30 августа 1912 года в Милане, в семье адвоката. Вскоре семья переехала в Лигурию, в Кьявари во время Первой мировой войны, в Геную в 1920 году. В 1941 году Джанфранко после смерти сестры переехал с семьёй в Рапалло.
Близость моря повлияла на юношу, поэтому он решил служить в Королевских военно-морских силах Италии. В 1931 году он поступил в Военно-морскую академию в Ливорно, после чего совершил учебные плавания на кораблях «Америго Веспуччи» в том же году и на «Кристофоро Коломбо» в следующем. В 1934 году Джанфранко стал кандидатом в гардемарины, а 20 января 1935 года он получил этот звание. После первого назначения на тяжёлый крейсер «Тренто» (тип «Тренто»), в начале 1936 года был переведён на однотипный «Триесте». 16 января Гаццана стал младшим лейтенантом (итал. sottotenente di vascello [соттоненте ди вашелло]). Спустя несколько месяцев Джанфранко перевёлся в подводный флот. Во время Гражданской войны в Испании, в 1937 году, на подводной лодке «Доменико Миллелире», типа «Балилла», принимал участие в операциях в испанских водах. 22 января 1940 года Гаццана был произведён в капитан-лейтенанты (итал. tenente di vascello [тененте ди вашелло]) и вместе с этим получил назначение на подлодку «Дурбо» (тип «Адуа») в качестве старшего помощника командира корабля (итал. ufficiale in seconda [уффичиале ин секонда]). В этой должности Гаццана и находился, когда 10 июня 1940 года Италия вступила во Вторую мировую войну.

## Старпом на «Малахите» и «Таццоли»
После вступления Италии в войну Гаццана был снова в качестве старпома переведён на подводную лодку «Малахит» (итал. Malachite [Малаките]), типа «Перла», на которой он и участвовал в своих первых операциях новой большой войны. 11 февраля Джанфранко был переведён на «Таццоли», опять в качестве старшего помощника для её уже знаменитого командира, Карло Феча ди Коссато. Перевод на эту субмарину повлёк за собой переход Гаццаны в подчинение Верховному командованию итальянских подводных сил в Атлантическом океане (итал. Comando Superiore delle Forze subacquee italiane in Atlantico), дислоцированному в Бордо с сентября 1940 года. Там, в речном порте, на эстуарии Жиронда, в 50 км от Бискайского залива была построена база военно-морского флота, которая у итальянских моряков получила неофициальное прозвище BЕТАSОМ (BЕТА ((B)ordeaux — Beta в итальянском языке) + SОМ (SOMmergibile подводная лодка)).
На подводной лодке «Таццоли» Джанфранко совершил четыре похода, в ходе которых субмарина потопила 10 судов тоннажем в 54362 тонны. Коссато многому научил Гаццану, и уже 21 февраля 1942 года он был назначен командиром подводной лодки «Архимед» (итал. Archimede [Аркимеде]), типа «Брин», дислоцировавшейся также в Бордо.

## Командир «Архимеда» и «Леонардо да Винчи»
26 апреля Гаццана впервые вышел в море в качестве командира подводной лодки. Его задачей было патрулирование у северного побережья Бразилии. 23 мая итальянцы атаковали группу американских кораблей, но безуспешно. Уже перед тем, как Джанфранко собирался вернуться в Бордо, 15 июня ему удалось потопить панамское грузовое судно «Кардина» (5568 тонн, шла без полезного груза из Буэнос-Айреса в Нью-Йорк через Тринидад). После этого «Архимед» с чувством выполненного долга вернулся в БЕТАСОМ 4 июля.
10 августа офицер стал командиром подводной лодки «Леонардо да Винчи» типа «Маркони». Это была более современная и более крупная субмарина. По своим боевым характеристикам она была сопоставима с «Архимедом», но её мореходные качества позволяли находиться в море гораздо дольше.
В течение сентября лодку переоборудовали (в частности убрали орудие, стоявшее перед рубкой), чтобы она могла нести минисубмарину типа КА 2, с помощью которой планировалось атаковать Нью-Йорк. После того, как испытания закончились успехом, 7 октября «Леонардо да Винчи» покинул Бордо и отправился в обычный боевой поход, вновь к берегам Бразилии. Со 2 по 11 ноября 1942 года Гаццана потопил здесь четыре корабля разных стран: 2 ноября английский «Эмпаэ Зил» (англ. Empire Zeal, типа «Эмпаэ», водоизмещением 7062 тонны, который шёл с балластом из Дурбана в Тринидад, 4 ноября греческий «Андреас» (6566 тонн, шёл из Тринидада в Александрию через Дурбан с 8156 тоннами различных грузов, в том числе боеприпасов), 10 ноября американский «Маркус Уитманн» (англ. Marcus Whitman, типа «Либерти», 7176 тонн, плыл без полезного груза из Столовой бухты в Парамарибо) и 11 ноября голландский «Веерхавен» (5291 тонна, следовал из Розарио и Буэнос-Айреса через Тринидад с 7824 тоннами льняных семян). Его уже пришлось добивать из орудия, так как лодка израсходовала все свои торпеды.
28 ноября «Леонардо да Винчи» перекачал 30 тонн горючего в «Таццоли», который, в свою очередь, плыл в тот же район. 6 декабря Джанфранко и его экипаж благополучно вернулись в Бордо.

## Последний поход
В январе 1943 года Гаццана на короткое время вернулся в Италию, где провёл свой последний отпуск, после чего вернулся в БЕТАСОМ, где «Леонардо да Винчи» готовился к новому походу. К этому времени обстановка в Центральной Атлантике сильно осложнилась для фашистских подводников. Суда, идущие без конвоя, стали редкостью. Поэтому командование решило перенести боевые действия в южную часть Индийского океана, где, как надеялись итальянцы, ещё не были введены конвои. На первое задание такого рода решили отправить именно «Леонардо да Винчи». Уже в море для увеличения длительности автономного плавания он в Гвинейском заливе, в 550 милях к северо-востоку от острова Святой Елены, должен был получить дополнительное топливо и провизию с субмарины «Финци».
20 февраля 1943 года подлодка покинул Бордо, но ещё до встречи с заправщиком потопил два корабля. 14 марта Гаццана, находясь к западу от Гвинейского залива, торпедировал английский пассажирский лайнер «Эмпресс оф Кэнада», англ. Empress of Canada — Императрица Канады, водоизмещением целых 21517 тонн. Он стал самым большим грузопассажирским кораблём, потопленным итальянцами за всю войну. «Эмпресс оф Кэнада» шёл из Дурбана в Такоради с 1400 пассажирами на борту, в том числе с 500 итальянскими военнопленными, многие из которых погибли в этом кораблекрушении. Пять дней спустя, 19 марта, подлодка добилась нового успеха — утопила к западу от Анголы английский грузовой корабль «Лалворт Хилл» англ. Lulworth Hill (7628 тонн), плывший из Маврикия через Столовую бухту во Фритаун и Mersey. Судно везло 10510 тонн сахара и других грузов. 20 марта «Леонардо да Винчи» встретился с «Финци» и пополнил запасы.
5 апреля корабль обогнул Игольный мыс и вошёл в Индийский океан, после чего продвинулся к Дурбану. В юго-западном уголке этого океана, от Дурбана до южной оконечности Африки, субмарине, за короткий срок удалось утопить четыре судна. 17 апреля недалеко от Дурбана было потоплено голландское судно «Сембилан» (6568 тонн), шедшее из Глазго через Дурбан в Порт-Саид и Александрию с 4823 тоннами различных грузов, включая боеприпасы. 18 апреля отправился ко дну английский «Манаар» англ. Manaar (8007 тонн), вёзший 4400 тонн меди и хлопка из Момбасы и Бейрута в Дурбан. 21 апреля Гаццана потопил американский транспортник типа «Либерти» «Джон Дрейтон» англ. John Drayton (7176 тонн, вёз 9000 тонн топлива в бочках из Хорремшехра и Бендер-Аббаса в Столовую бухту). Наконец, 25 апреля недалеко от Игольного мыса итальянцы поразили английский танкер «Дорисса» (водоизмещение 8078 тонн, плыла без полезного груза из Столовой бухты в Абадан).
После этого Джанфранко Гаццана приказал следовать в Бордо, до которого нужно было плыть около месяца. После таких успехов Джанфранко стал самым результативным итальянским подводным асом, к тому же, добившегося наибольшего успеха за один поход. В качестве награды 6 мая 1943 года командование сообщило ему по радио о присвоении за военные заслуги звания капитана 3 ранга итал. capitano di corvetta [капитано ди корветта]. В 20-х числах мая, когда подводная лодка должна была уже вот-вот прибыть, в Бордо все были уже готовы к торжественному приёму, но «Леонардо да Винчи» не вернулся на базу.

## Гибель
Как выяснилось после войны, 23 мая 1943 года в 11:45 британский фрегат «Несс», приписанный к конвою в качестве корабля охранения, в 300 милях к западу от мыса Финистерре засёк «асдиком» «Леонардо да Винчи». После этого «Несс» и эсминец «Эктив» совместно атаковали итальянскую подлодку и забросали её глубинными бомбами. Около полудня раздались взрывы, после чего на поверхности появились воздушный пузырь и масляные пятна, что означало уничтожение подводной лодки, которая утонула вместе с командиром Джанфранко Гаццаной Приароджа и 62 членами экипажа.
Пропавший командир сразу же был награждён Золотой медалью «За воинскую доблесть», высшей воинской наградой Италии. Ещё до этого он пять раз был награждён Крестом за военные заслуги, три раза Бронзовой медалью «За воинскую доблесть» и два раза Серебряной медалью «За воинскую доблесть», и к тому же ещё испанской «Медалью восстания 1936 года» за операции во время Гражданской войны в Испании. Также сразу после того, как Гаццана пропал без вести, он получил Рыцарским крестом от Германии вдобавок к уже имевшемуся у него Железному кресту 2-го класса. Все члены экипажа получили итальянский Военный крест за воинскую доблесть.
Джанфранко Гаццана Приароджа стал самым результативным итальянским подводником Второй мировой войны. Его боевую деятельность отметил и знаменитый командующий Кригсмарине Карл Дёниц в своей книге «10 лет и 20 дней».

## Список потопленных судов
| Дата                | Судно               | Государственная принадлежность | Тоннаж     | Исход                                            |
| ------------------- | ------------------- | ------------------------------ | ---------- | ------------------------------------------------ |
| 15 июня 1942 года   | «Кардина»           | Панама                         | 5568 тонн  | Потоплено, координаты: 03°55′ с. ш. 42°40′ з. д. |
| 2 ноября 1942 года  | «Эмпаэ Зил»         | Великобритания                 | 7062 тонны | Потоплено, координаты: 00°20′ ю. ш. 31°03′ з. д. |
| 4 ноября 1942 года  | «Андреас»           | Греция                         | 6566 тонн  | Потоплено, координаты: 01°34′ ю. ш. 23°22′ з. д. |
| 10 ноября 1942 года | «Маркус Уитман»     | США                            | 7176 тонн  | Потоплено, координаты: 05°24′ ю. ш. 32°41′ з. д. |
| 11 ноября 1942 года | «Веерхавен»         | Нидерланды                     | 5291 тонна | Потоплено, координаты: 03°51′ ю. ш. 29°22′ з. д. |
| 14 марта 1943 года  | «Эмпресс оф Кэнада» | Великобритания                 | 21517 тонн | Потоплено, координаты: 01°13′ ю. ш. 9°57′ з. д.  |
| 19 марта 1943 года  | «Лалворт Хилл»      | Великобритания                 | 7628 тонн  | Потоплено, координаты: 11°00′ ю. ш. 00°35′ з. д. |
| 17 апреля 1943 года | «Сембилан»          | Нидерланды                     | 6568 тонн  | Потоплено                                        |
| 18 апреля 1943 года | «Манаар»            | Великобритания                 | 8007 тонн  | Потоплено, координаты: 30°55′ ю. ш. 33°40′ в. д. |
| 21 апреля 1943 года | «Джон Дрейтон»      | США                            | 7176 тонн  | Потоплено, координаты: 33°25′ ю. ш. 34°10′ в. д. |
| 25 апреля 1943 года | «Дорисса»           | Великобритания                 | 8078 тонн  | Потоплено, координаты: 37°03′ ю. ш. 24°03′ в. д. |